# Steve Moore (Eishockeyspieler)
Steve Moore (* 22. September 1978 in Windsor, Ontario) ist ein ehemaliger kanadischer Eishockeystürmer. Während seiner Karriere spielte er unter anderem für die Colorado Avalanche in der National Hockey League. Sein Bruder Dominic ist ebenfalls Eishockeyspieler.

## Karriere
Steve Moore begann seine Karriere in der unterklassigen kanadischen Juniorenliga MTJHL bei den Thornhill Islanders, ehe er ab dem Sommer 1997 die Harvard University besuchte. Er spielte für das Eishockeyteam der Universität und wurde nach einem guten ersten Jahr von den Colorado Avalanche im NHL Entry Draft 1998 in der zweiten Runde an Position 53 ausgewählt. Moore blieb noch drei weitere Jahre in Harvard, seine Punkteausbeute aber stagnierte. Dennoch führte er die Mannschaft als Mannschaftskapitän aufs Eis. 2001 schloss er sein Studium der Umweltnaturwissenschaften und Öffentlicher Ordnung ab.
Im Herbst 2001 schloss er sich der Organisation der Colorado Avalanche an, spielte aber die ersten zwei Jahre hauptsächlich für deren Farmteam, den Hershey Bears, in der AHL. Nebenbei durfte er aber auch zwölf Mal in der NHL aufs Eis.
Zur Saison 2003/04 gehörte er dann zum NHL-Kader der Avalanche. Für negative Schlagzeilen sorgte er am 16. Februar 2004 im Spiel gegen die Vancouver Canucks, als er den Mannschaftskapitän der Canucks, Markus Näslund, mit Einsatz seines Ellenbogens umcheckte. Näslund erlitt eine leichte Gehirnerschütterung und musste drei Spiele pausieren, Moore hingegen kam ohne Bestrafung davon.
Weniger als einen Monat später, am 8. März, nahmen die Canucks auf unschöne Art Revanche für die Attacke auf ihren Kapitän. Canucks-Stürmer Todd Bertuzzi schlug Moore von hinten gegen den Kopf, worauf Moore mit dem Kopf voran auf dem Eis aufprallte und Bertuzzi auf ihm landete. Moore blieb besinnungslos liegen und musste auf einer Trage vom Eis transportiert werden. Er trug drei gebrochene Nackenwirbel, Gesichtsverletzungen, sowie eine schwere Gehirnerschütterung davon. Bertuzzi wurde für den Rest der Saison gesperrt und von einem kanadischen Gericht bedingt freigesprochen und zu einer einjährigen Bewährungszeit verurteilt, weshalb Bertuzzi keinen Eintrag in sein Vorstrafenregister erhielt. Er entschuldigte sich wenige Tage nach dem Vorfall sehr emotional in der Öffentlichkeit für sein Verhalten.
In den folgenden Monaten begann Moore mit der Rehabilitation und konnte Ende 2004 mit leichtem Training beginnen. Moore hoffte einige Jahre lang auf ein Comeback. doch immer wieder auftretende schwere Kopfschmerzen und Übelkeit machten eine Rückkehr in den professionellen Eishockeysport unmöglich.
Im Februar 2005 reichte er in Colorado Klage gegen Bertuzzi, Brad May, Brian Burke und das Team der Vancouver Canucks ein. Es kam nicht zu einem Urteil, da der zuständige Richter der Meinung war, dass die Klage in der kanadischen Provinz British Columbia, der Heimat der Canucks, besser aufgehoben sei.
Im Februar 2006 reichte Moore in der kanadischen Provinz Ontario Klage gegen Bertuzzi und die Muttergesellschaft der Canucks, Orca Bay, ein. Moore forderte zunächst 15 Millionen kanadische Dollar Verdienstausfall, eine Million kanadische Dollar Schmerzensgeld und zwei Millionen kanadische Dollar Schadensersatz.
Im Juli 2014 erhöhten sich die Forderungen auf 68 Millionen kanadische Dollar, da auch außerhalb des Profisports keine angemessene Erwerbstätigkeit mehr möglich sei. Es kam schließlich zu einer außergerichtlichen Einigung, wie am 19. August 2014 bekanntgegeben wurde. Über die Inhalte wurde Stillschweigen vereinbart.

## Karrierestatistik
(Legende zur Spielerstatistik: Sp oder GP = absolvierte Spiele; T oder G = erzielte Tore; V oder A = erzielte Assists; Pkt oder Pts = erzielte Scorerpunkte; SM oder PIM = erhaltene Strafminuten; +/− = Plus/Minus-Bilanz; PP = erzielte Überzahltore; SH = erzielte Unterzahltore; GW = erzielte Siegtore; 1 Play-downs/Relegation; Kursiv: Statistik nicht vollständig)